# Pascal Braeckman
Pascal Braeckman (1962) is een Belgisch geluidstechnicus en mediafiguur.

## Carrière
Braeckman zorgde jarenlang voor het licht en geluid bij Clouseau. Later werkte hij ook als technicus voor televisieprogramma's als De Mol, Familie Backeljau en De bende van Wim. Bij het grote publiek werd hij bekend als klankman van Tom Waes in het Eén-programma Tomtesterom. Daarin verscheen hij geregeld in beeld met Tom Waes en cameraman Nico Surings. Braeckman wordt ook regelmatig gevraagd om advies en commentaar te geven over Toms uitdagingen. Hij werkt als klankman mee aan Reizen Waes.
In 2012 nam Braeckman deel aan de tv-quiz De Slimste Mens ter Wereld. In 2013 vormde hij samen met Wim Opbrouck een duo in Beste vrienden.
In 2014 was hij te zien in het programma Wauters vs. Waes, waar de Oostenrijkse politie hem vond in de koffer van de wagen van Tom Waes en Koen Wauters. Braeckman was in de koffer gekropen om niet in beeld te komen tijdens de opnames.
In 2019 was hij de host van Skallyfest 19. Hij musiceert bij de band Pigbag Army.
In 2019 had hij een rubriek in het programma Iedereen Beroemd. Elke week nam hij iemand met een fysieke of beperking mee op uitstap in een zijspan.
Met vriend en gitarist bij De Kreuners Jan Van Eyken maakte hij het realityprogramma Twee tinten grijs dat in 2020 op Eén uitgezonden werd. Ze gaan op zoek hoe gepensioneerden hun tijd nuttig besteden.
Braeckman werkt mee aan de realityreeks Château Planckaert.